# Mîkolaiivski Sadî (Fedorivka), Kirovohrad
Mîkolaiivski Sadî (în ucraineană Миколаївські Сади) este un sat în comuna Fedorivka din raionul Kirovohrad, regiunea Kirovohrad, Ucraina.

## Demografie
Componența lingvistică a localității Mîkolaiivski Sadî
     Ucraineană (94,64%)
     Rusă (3,57%)
     Română (1,79%)
Conform recensământului din 2001, majoritatea populației localității Mîkolaiivski Sadî era vorbitoare de ucraineană (94,64%), existând în minoritate și vorbitori de rusă (3,57%) și română (1,79%).